# Markos Kyprianou
Markos Kyprianou (på grekiska Μάρκος Κυπριανού), född 1960 i Limassol, är en cypriotisk politiker och jurist. Han var EU-kommissionär 2004-2008 och Cyperns utrikesminister 2008-2011. 
Kyprianou var Cyperns finansminister 2003-04. Kyprianou tillträdde som kommissionär 1 maj 2004 i samband med Cyperns anslutning till EU. Under ett halvår tjänstgjorde han i Romano Prodis kommission med ansvar för budgetfrågor tillsammans med den tyska kommissionären Michaele Schreyer. Vid tillträdet av Kommissionen Barroso I i november 2004 utsågs Kyprianou till kommissionär med ansvar för livsmedelssäkerhet, djur- och folkhälsa samt konsumentskydd. I samband med Bulgariens EU-anslutning år 2007 övergick ansvaret för konsumentfrågor till den nytillträdde bulgariska kommissionären Meglena Kuneva. Han avgick som kommissionär den 3 mars 2008 för att tillträda som Cyperns utrikesminister. Han tvingades avgå som utrikesminister 2011 efter en explosion i ett ammunitionslager i vilken 13 personer dog. Ammunitionen hade konfiskerats 2009 från ett fartyg på väg från Iran till Syrien.
Kyprianou är medlem i Demokratiska partiet, vilka stödde den nyvalde presidenten och kommunistledaren Dimitris Christofias i andra omgången av det cypriotiska presidentvalet 2008.  
Han är son till Cyperns förra president Spyros Kyprianou.